# Гері Гайгекс
Е́рнест Ге́рі Га́йгекс (Гі́гакс) (англ. Ernest Gary Gygax, US: [ˈɜrnəst ˈgɛri ˈɡaɪɡæks]) (27 липня 1938 — 4 березня 2008) — американський письменник та ігровий дизайнер, найбільш відомий як співавтор настільної рольової гри Dungeons & Dragons.

## Біографія
Ернест Гері Гайгакс народився 27 липня 1938 року в Чикаго. Батько — Ернст Гайгакс, швейцарський іммігрант, скрипаль Чиказького симфонічного оркестру, мати — Алміна Емілі Бурдік, американка. Рід Гайгаксів мав довгу історію та походив із Греції, Бурдік вели свій родовід до часів норманського завоювання Англії.
З п'яти років Гері почав грати в шахи та карткові ігри. Через кілька років після його народження, сім'я переїхала до Лейк-Женеви. У місті знаходилася напівзруйнована цегляна будівля, де Гері грався з друзями, а потім втілив свої спогади про ті часи в Dungeons & Dragons. У 12 років Гайгакс став постійним читачем фантастичних журналів.
У 1953 році Гайгакс і друг Дон Кей захопилися варгеймами. Вони придумали використовувати як генератор випадкових чисел багатогранники, відмінні від стандартних шестигранних. 1958-го року Гері одружився з Мері Джо Пауелл. До 1961 року в них народилося двоє дітей, які згодом брали активну участь у розробці настільних ігор. Всього в першому шлюбі в Гайгакса народилося п'ятеро дітей: Ернест, Люк, Гайді, Сінді та Еліc.
У 1966 році Гері Гайгакс створив організацію клубів настільних варгеймів International Federation of Wargamers і заснував присвячений іграм конвент Gen Con (Geneva Convention). Перша зустріч проходила в нього вдома, зібравши 20 учасників. Наступного року Gen Con був оголошений офіційно й зібрав у Лейк-Женеві вже близько 100 учасників. Тоді Гайгакс познайомився з Браяном Блумом і Дейвом Арнесоном. Пізніше любителі середньовічних варгеймів створили власну організацію — Lake Geneva Tactical Studies Association (LGTSA). Один з приятелів Гайгакса, Джефф Перрен записав власні правила для гри, а сам Гайгакс вніс туди фентезійні доповнення.
Отримана нова гра одержала назву «Chainmail» і була завершена в 1971 році. У 1973 році, за участю Гайгекса (він займався розробкою ігор, а Кей фінансовими справами), була заснована компанія TSR, Inc. Наступного року разом з Дейвом Арнесоном він створив гру Dungeons & Dragons (D&D), яка багато в чому була подальшим розвитком його ігрової системи Chainmail. У 1975 році компанія TSR почала випуск журналу «The Strategic Review» (як і комапнія, з абревіатурою TSR), який за задумом повинен був висвітлювати різні настільні ігри. Того ж року Дон Кей помер, і його вдова продала частку акцій TSR Гайгаксу. Той разом із Блумом створив нову компанію TSR Hobbies, Inc. Гайгакс, відчувши фінансові труднощі, продав частину своїх акцій, але залишився співвласником і президентом фірми.
У 1977 році він почав працювати над поліпшеною версією гри, яка отримала назву Advanced Dungeons & Dragons (AD&D). На той час Гайгакс оцінював ринок приблизно в 50 000 покупців. У 80-ті роки до Гайгакса приєднався Франк Менцер, котрий розробляв ігрові модулі для відеоігор. Згодом гру Dungeons & Dragons звинуватили в пропаганді насильства та сатанізму через зображуваних героїв і чудовиськ, але врешті це тільки посприяло популяризації Dungeons & Dragons.
Після низки судових процесів щодо авторських прав Гері Гайгекс заснував Dungeons & Dragons Entertainment. Гайгекс переїхав до Лос-Анджелеса, розлучився з дружиною та поселився в особняку. У 1983 році він добився від студії Marvel Productions випуску мультсеріалу «Підземелля і дракони». Через кілька років Гері познайомився з Гейл Карпентер, з якою одружився 1987 року. Того ж року в них народився син Алекс. Після невдалих спроб просувати інші настільні ігри, Гайгакс продав особняк у Лос-Анджелесі й повернувся з родиною до рідного будинку в Лейк-Женеві.
Починаючи з 1995 року Гайгакс розробляв нову рольову систему Legendary Adventure на замовлення Troll Lord Games, а з 1999 став партнером фірми Hekaforge Productions, яка цю гру видавала. У 1997 році TSR разом із правами на D&D купила Wizards of the Coast, яка в 1999 стала частиною Hasbro. Це дозволило стороннім виробникам випускати ігри на основі Dungeons & Dragons і поклало край судовим позовам проти Гайгакса. Він регулярно відвідував зустрічі любителів фантастики та рольових ігор: GenCon, DragonCon, I-Con.
У 2004 році Гайгакс переніс інсульт, потім у нього була діагностована аневризма черевної аорти. Попри погіршення здоров'я, Гайгакс продовжував активне спілкування з фанатами настільних ігор до самої смерті в 2008 році.